# Piżmowół arktyczny
Piżmowół arktyczny, wół piżmowy (Ovibos moschatus) – gatunek ssaka łożyskowego z rzędu parzystokopytnych, jedyny przedstawiciel rodzaju piżmowół (Ovibos) Blainville, 1816.

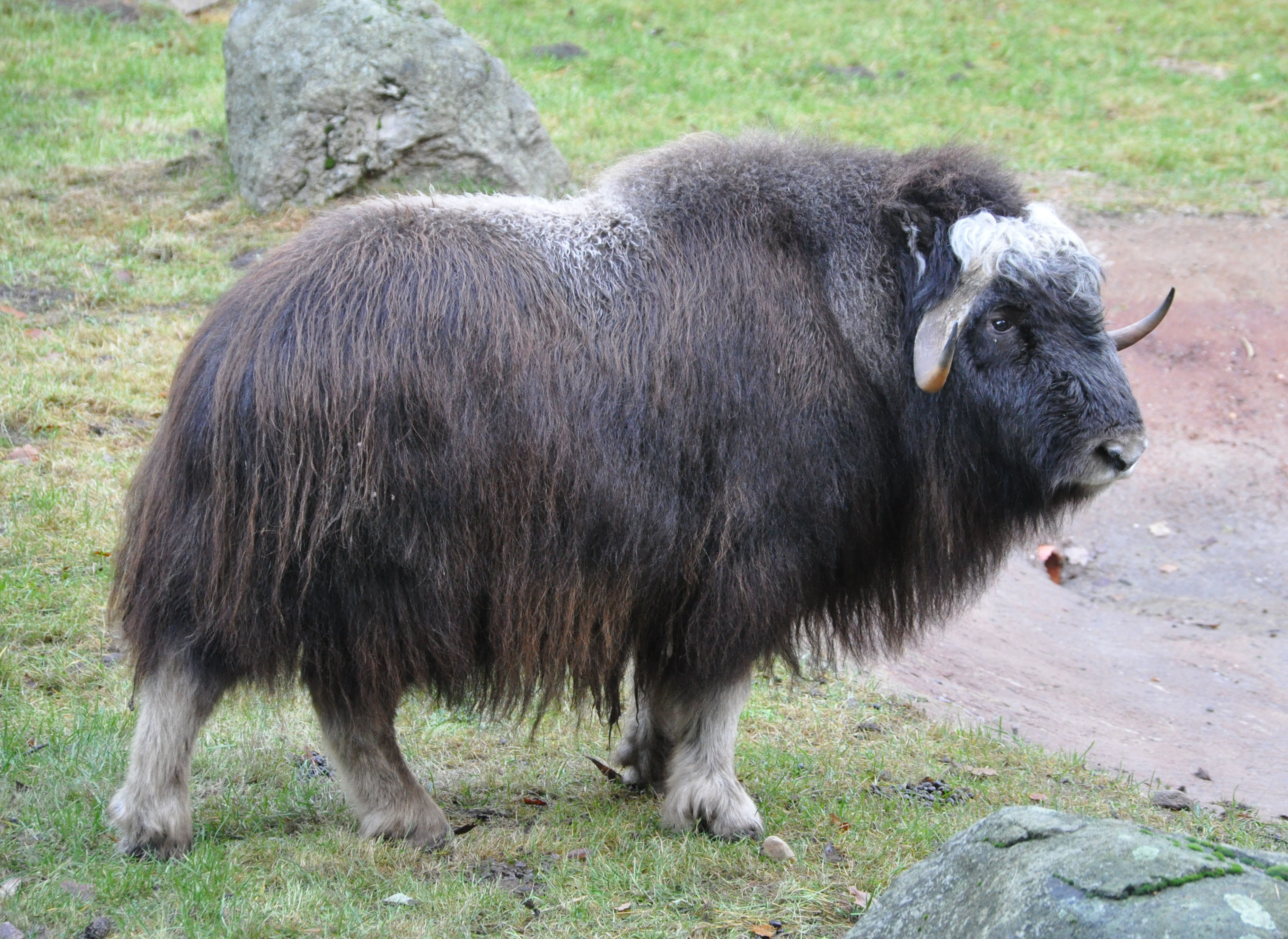
Piżmowół arktyczny w Lüneburg Heath, Niemcy.

## Dane liczbowe
- długość ciała (bez ogona) 1,8–2,5 m
- długość ogona: 7–10 cm
- wysokość w kłębie: do 1,4 m
- masa: 200–400 kg
- rozpiętość rogów: do 70 cm
- prędkość: do 60 km/h
- dojrzałość płciowa: 2 lata
- ciąża: 9 miesięcy
- liczba młodych: 1 młode

Krowy są wyraźnie mniejsze, długość do 1,95 m, wysokość w kłębie do 1,15 m.
Sierść – 2 rodzaje włosów: zewnętrzne – ciemnobrunatne długie do 60, a nawet 90 cm – i wewnętrzne, krótkie wełniste, dobrze chroniące przed mrozem.
Pojedynczy róg może mieć 61–67 cm długości i jest skręcony do dołu i ku przodowi.
U krów rogi są znacznie słabiej wykształcone, ale o podobnym kształcie. Ich powierzchnia jest gładka, bez żadnych rowków czy przyrostów rocznych.
Gruczoły piżmowołu arktycznego w okresie godowym wydzielają substancje o silnym zapachu, jednak w ścisłym znaczeniu nie jest to piżmo.

## Występowanie i środowisko

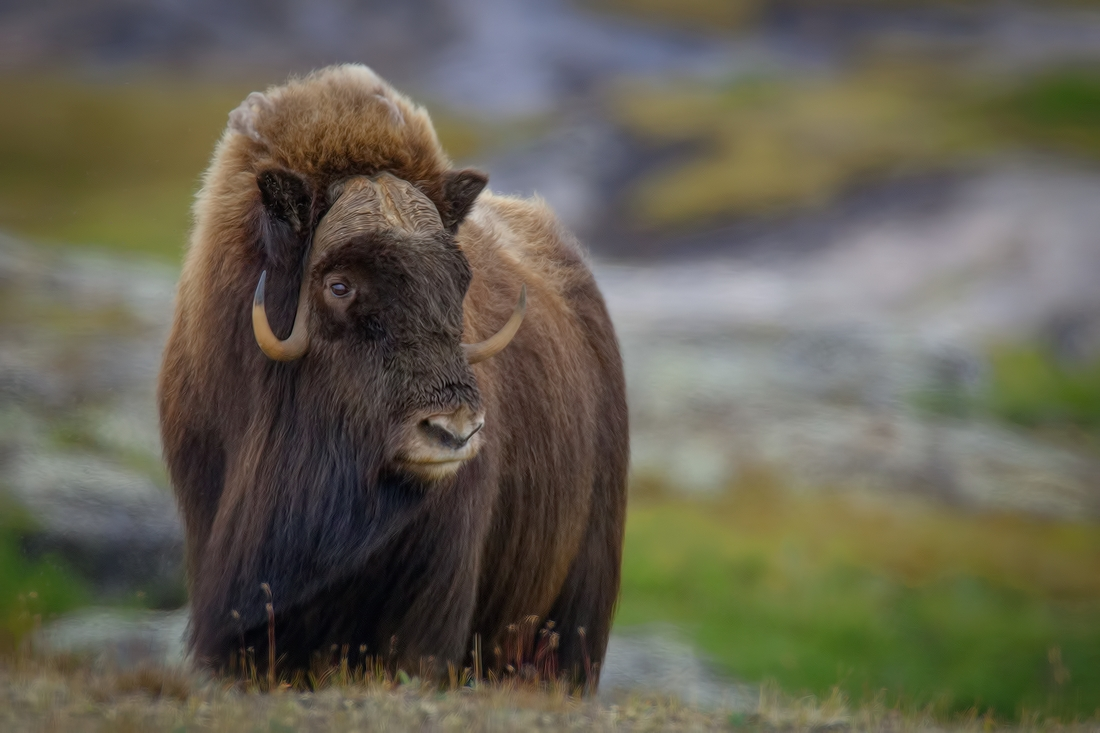
Piżmowół arktyczny (samiec) w Dry Bay Tundra, blisko Kuujjuaq, Północne Quebec

Naturalny zasięg występowania tych ssaków obejmuje arktyczne rejony Ameryki Północnej, od Alaski po Kanadę i Grenlandię. Przed ostatnim zlodowaceniem zamieszkiwały Azję, Amerykę Północną i Europę, m.in. środkową część Norwegii (okolice obecnego Dombas). Również w Polsce znaleziono szczątki kopalne wołów piżmowych.
W 2. połowie XX w. w ramach restytucji gatunku woły piżmowe wprowadzono na Spitsbergen i na wyspę Nunivak u brzegów Alaski. W 1974 r. na półwyspie Tajmyr (gdzie piżmowoły wyginęły ok. 300 lat temu), na wschód od jeziora Tajmyr, wypuszczono 10 sztuk wołów piżmowych schwytanych na Wyspie Banksa w Kanadzie, a w następnym roku jeszcze 20 sztuk pochodzących z Alaski. Stały się one zaczątkiem nowej populacji, podobnie jak 20 sztuk alaskańskich wołów piżmowych wypuszczonych w 1975 r. na Wyspie Wrangla. Również w Norwegii wprowadzono piżmowoły ponownie i kilkadziesiąt sztuk żyje obecnie w parku narodowym Dovre Fjell.
Woły piżmowe preferują suche obszary tundry arktycznej, gdyż są bardzo wrażliwe na wilgoć. W wilgotnych środowiskach łatwo zapadają na zapalenie płuc.
Najbliższym krewnym piżmowołu arktycznego jest takin.

## Odżywianie
Roślinożerny – głównie trawy, zioła i krzewinki, porosty, mchy.

## Rozmnażanie

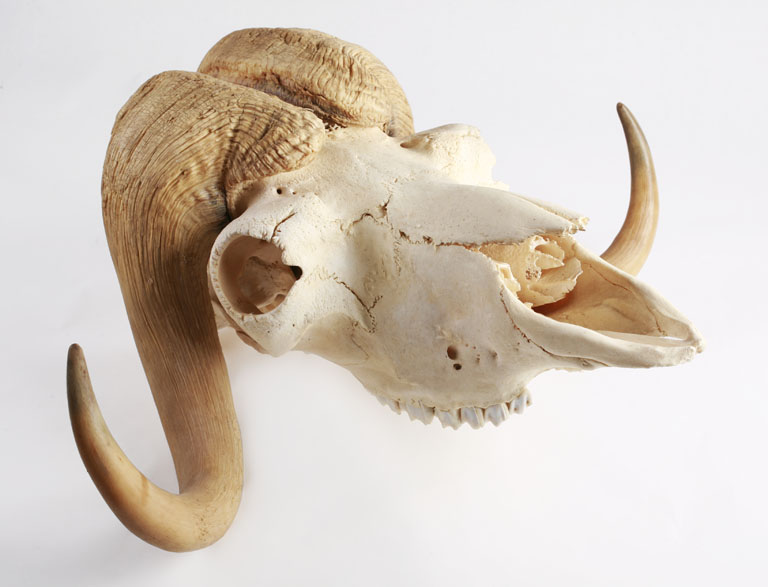
Czaszka wołu piżmowego w stałej kolekcji Muzeum Dziecięcego w Indianapolis

Pora godowa przypada na koniec wiosny. Samce walczą o samice, zderzając się głowami, słabszy przeciwnik się poddaje i oddala od stada. Zwycięzca kopuluje ze wszystkimi samicami w stadzie. Ciąża trwa 8,5 miesiąca. Młode rodzą się w kwietniu lub maju następnego roku. Z reguły rodzi się jedno młode, przez pierwsze trzy miesiące odżywia się jedynie mlekiem matki. Ze względu na surowy klimat i dużą wrażliwość na wilgoć śmiertelność młodych jest bardzo duża.

## Ochrona
Jedynymi drapieżnikami, które polują na piżmowoły są wilki i białe niedźwiedzie, jednak w praktyce bardzo rzadko ich polowania są uwieńczone sukcesem i nie były w stanie zachwiać liczebności populacji. Śmiertelnym zagrożeniem dla piżmowołów stała się dopiero broń palna. Ostatnie sztuki na Tajmyrze zastrzelono ok. 300 lat temu, a na Alasce w połowie XIX w.
Na początku XX wieku piżmowół był zagrożony wyginięciem ze względu na masowe polowania już prawie na całym obszarze swego występowania, a jego liczebność spadła poniżej 20 tys. sztuk.
W celu ochrony gatunku powstały rezerwaty w Kanadzie i Grenlandii. Wprowadzono również restytucję gatunku w niektórych rejonach, w których on wyginął. Liczebność populacji objętych ochroną wzrasta, obecnie szacowana jest na 80 000 – 125 000 osobników.
Na Alasce, w Kanadzie i Norwegii podejmowane są próby domestykacji tego gatunku.